# Deutschbach (Gemeinde Rabenstein)
Deutschbach ist eine Ortschaft in der Gemeinde Rabenstein an der Pielach in Niederösterreich. Die Ortschaft hat 178 Einwohner (Stand 1. Jänner 2024).

## Geografie
Die Ortschaft befindet sich südöstlich von Rabenstein im Tal des Deutschbaches, einem rechten Zufluss der Pielach und besteht aus der Deutschbach-Siedlung, der Streusiedlung Deutschbachmühle und zahlreichen Einzellagen, namentlich Am Lehen, Am Stein, Bärntaler, Bonthal, Etzhof, Kaisergrub, Klosterbauer, Luccamühle, Ober-Eichberg, Ranzental, Rinnerhof und Tiefental.

## Geschichte
Im Zuge der Revolution von 1848/1849 im Kaisertum Österreich kam die Ortslage von der Herrschaft Kirchberg an der Pielach zur Gemeinde Rabenstein an der Pielach.
Laut Adressbuch von Österreich waren im Jahr 1938 in Deutschbach eine Gastwirtin und einige Landwirte ansässig.